# VC50

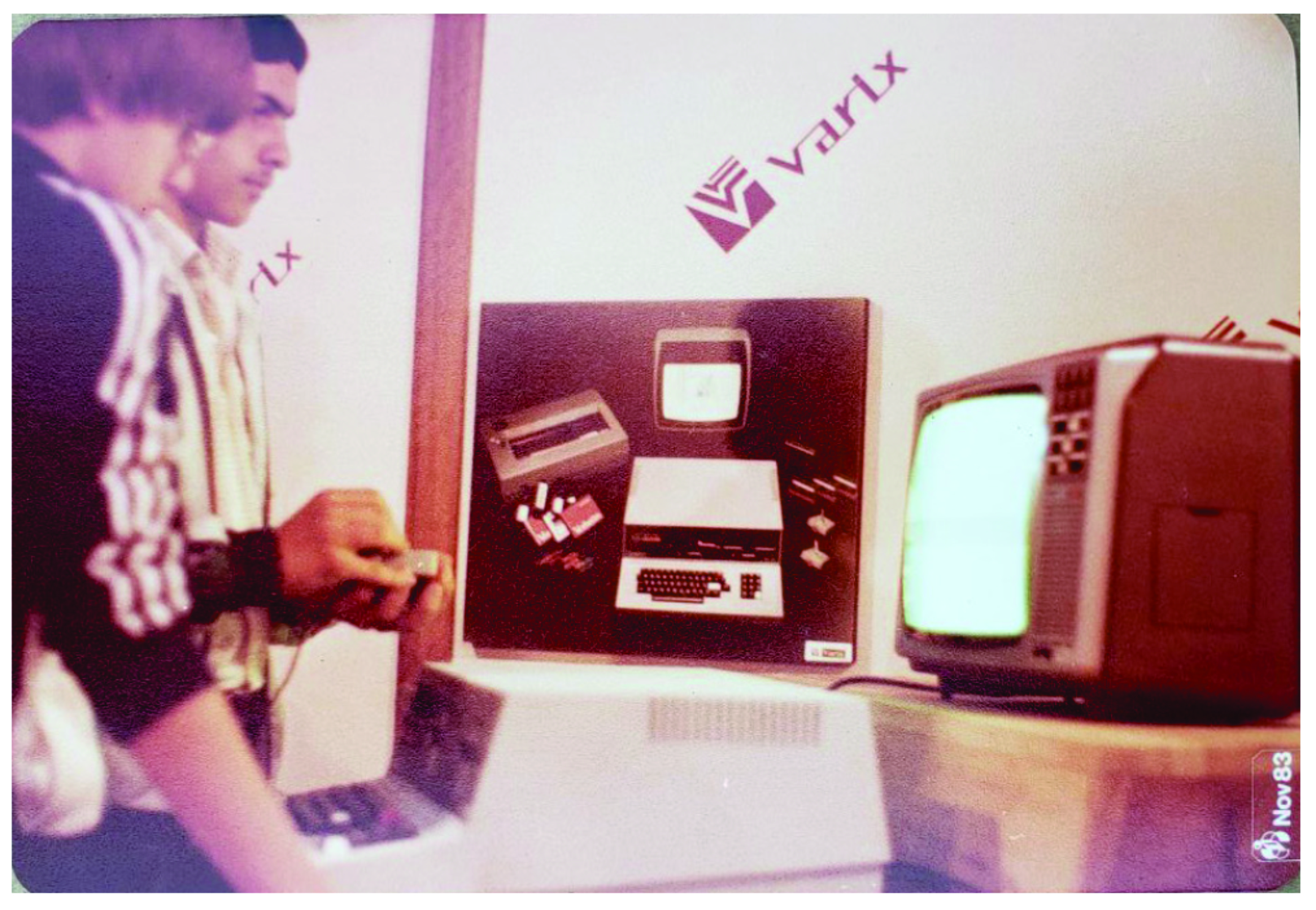
Demonstração do VC 50 no Estande Varixx na Feira Internacionalde Informática realizada no Parque do Anhembi,
São Paulo, ano de 1983

O VC50 foi um computador de 8 bits, projetado para uso profissional ou semi-profissional, produzido no Brasil pela Engetécnica (posteriormente denominada Varix; atual Varixx) em 1983, em plena Reserva de Mercado e baseado no TRS-80 Color Computer (também chamado de "CoCo", contração de "Color Computer") da Tandy/Radio Shack americana, o qual foi o primeiro computador da Tandy a gerar imagens gráficas em cores a um baixo custo de produção.
Entre 1983 e 1985, a Varixx produziu o Varix VC 50, microcomputador compatível com a linha TRS 80 Color. O Varix VC 50 era um computador completo e versátil, existiam versões com opcionais, tais como monitor e unidades de disco flexível integrados, destinadas a atender as necessidades do usuário doméstico e as demandas nas áreas de informatização comercial e industrial. O catálogo do VC 50 oferece soluções empresariais completas de hardware e software, com destaque às soluções para usinas de cana-de-açúcar, destilarias e empresas agropecuárias.
Concomitante ao encerramento da comercialização do VC 50, em 1985 a Varixx Indústria Eletrônica iniciou a produção dos jigs de teste, equipamentos especializados para suprir a necessidade de automação de processos e protocolos de testes e controle de qualidade para renomados fabricantes de eletrônicos, autopeças e computadores, entre eles Philips Brasil, Philips Argentina, IBM e Bosch.

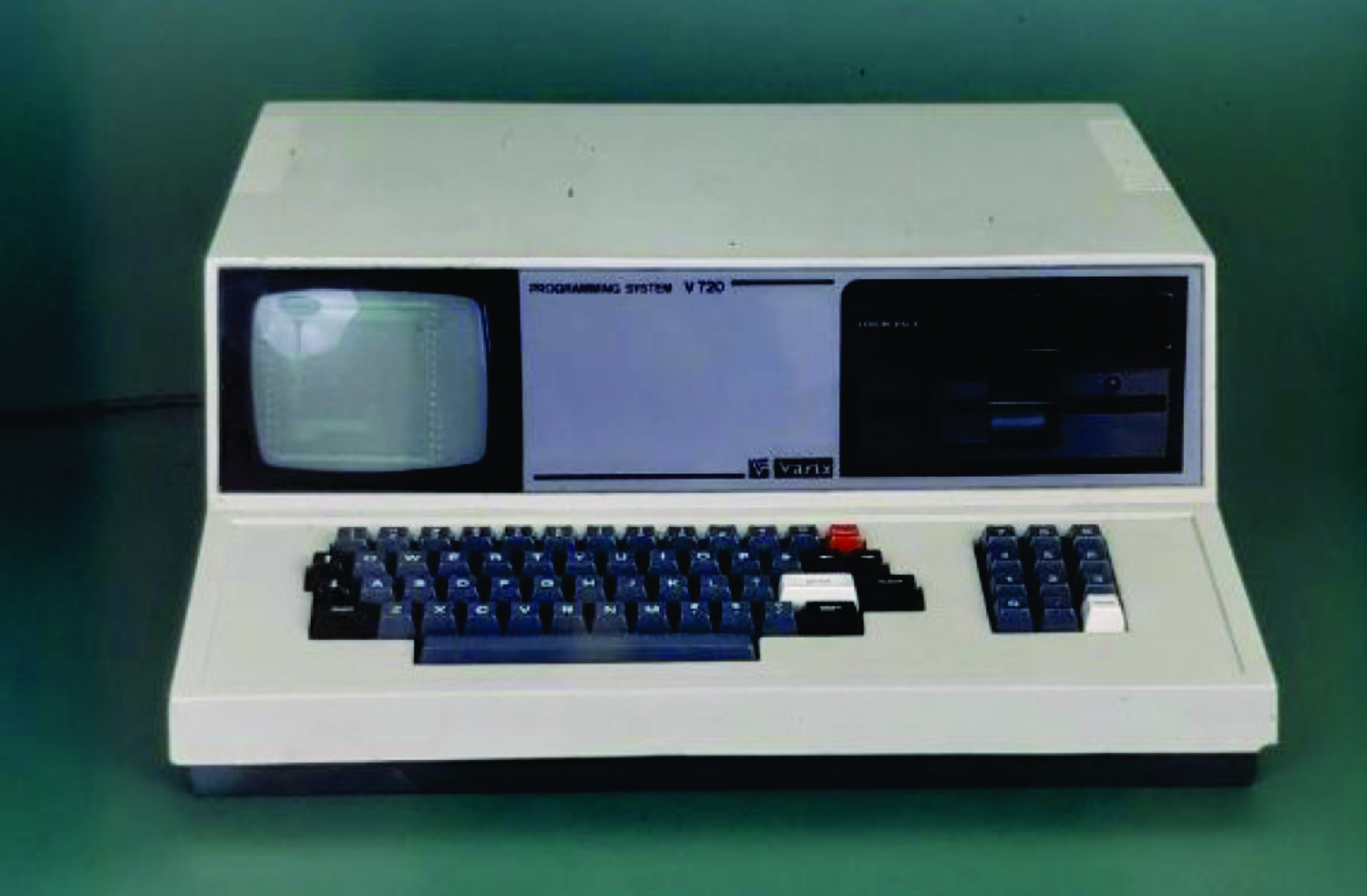
Varix VC 50 (versão com monitor integrado)

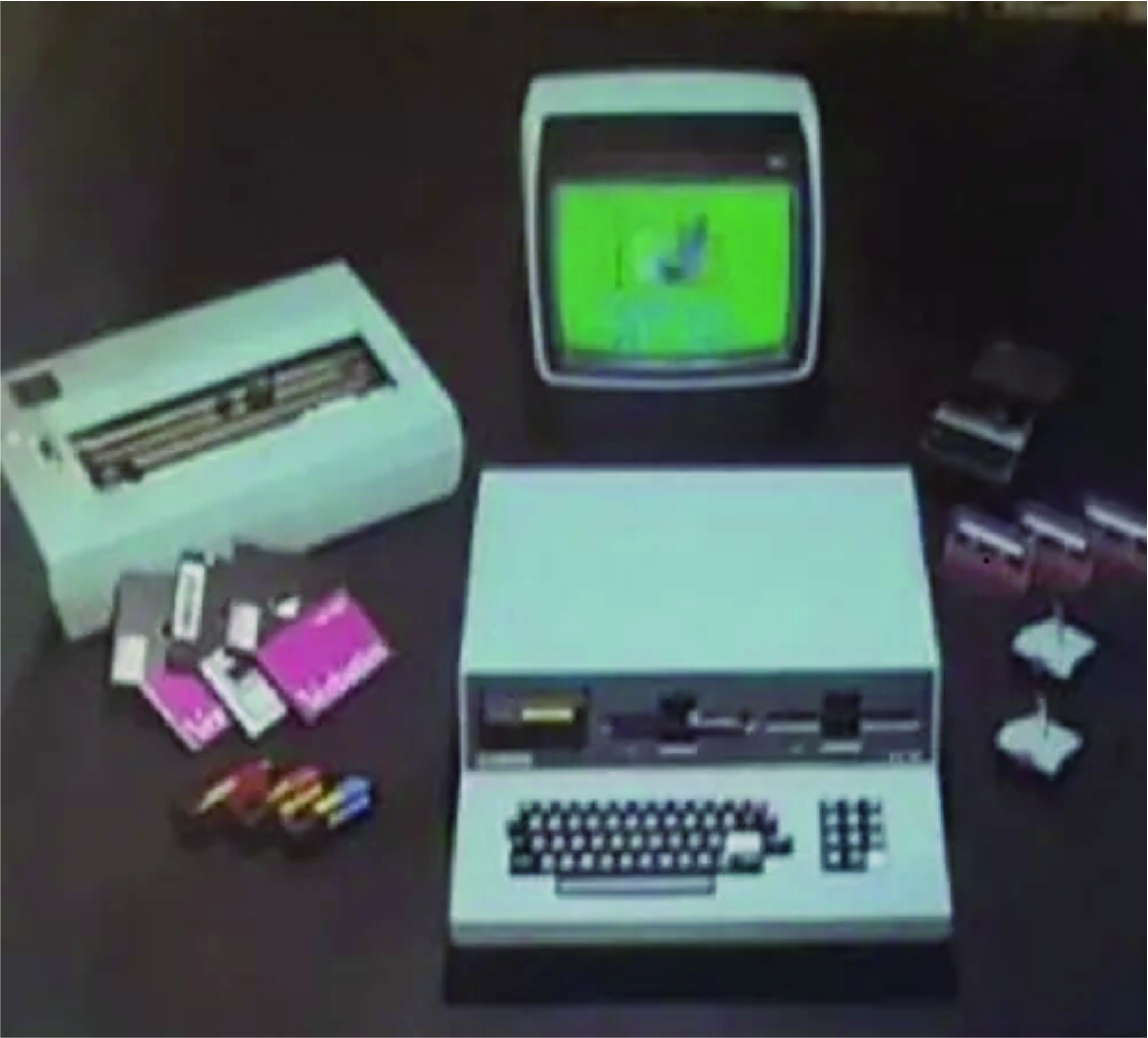
Varix VC 50

## Características
- Microprocessador Motorola MC6809E, de 0,890 a 1,8 MHz[3]

- Memória:
  - ROM: 16 KBytes (contendo o "Extended Color BASIC" ou "ECB")
  - RAM: 64 KBytes

- Teclado: Profissional com 52 teclas, incorporado ao gabinete, e numérico, de 12 teclas, à direita do gabinete

- Display: Microprocessador Motorola MC6847, 9 cores
  - Modo texto (com 32 x 16 caracteres)
  - Gráficos de baixa resolução (com 64 x 32 pixels)
  - Gráficos de média e alta resolução (podendo chegar aos 256 x 192 pixels, 2 cores por pixel, totalizando 49.152 pontos)

- Suporte à impressora, joysticks analógicos, gravador de fita cassete e unidade de disco flexível já incorporada ao gabinete

- Porta de expansão frontal, à esquerda das unidades de disquete

- Outras Portas:
  - 1 saída para TV colorida PAL-M, canais 3 ou 4 VHF
  - 1 porta serial RS-232C
  - 2 portas para joysticks analógicos
  - 1 porta para monitor RGB
  - 1 porta para gravador cassete

- Armazenamento Magnético:
  - Gravador cassete em 1500 bauds, com controle remoto do motor
  - Unidade de disquete incorporada, com até dois drives de 180K, face simples

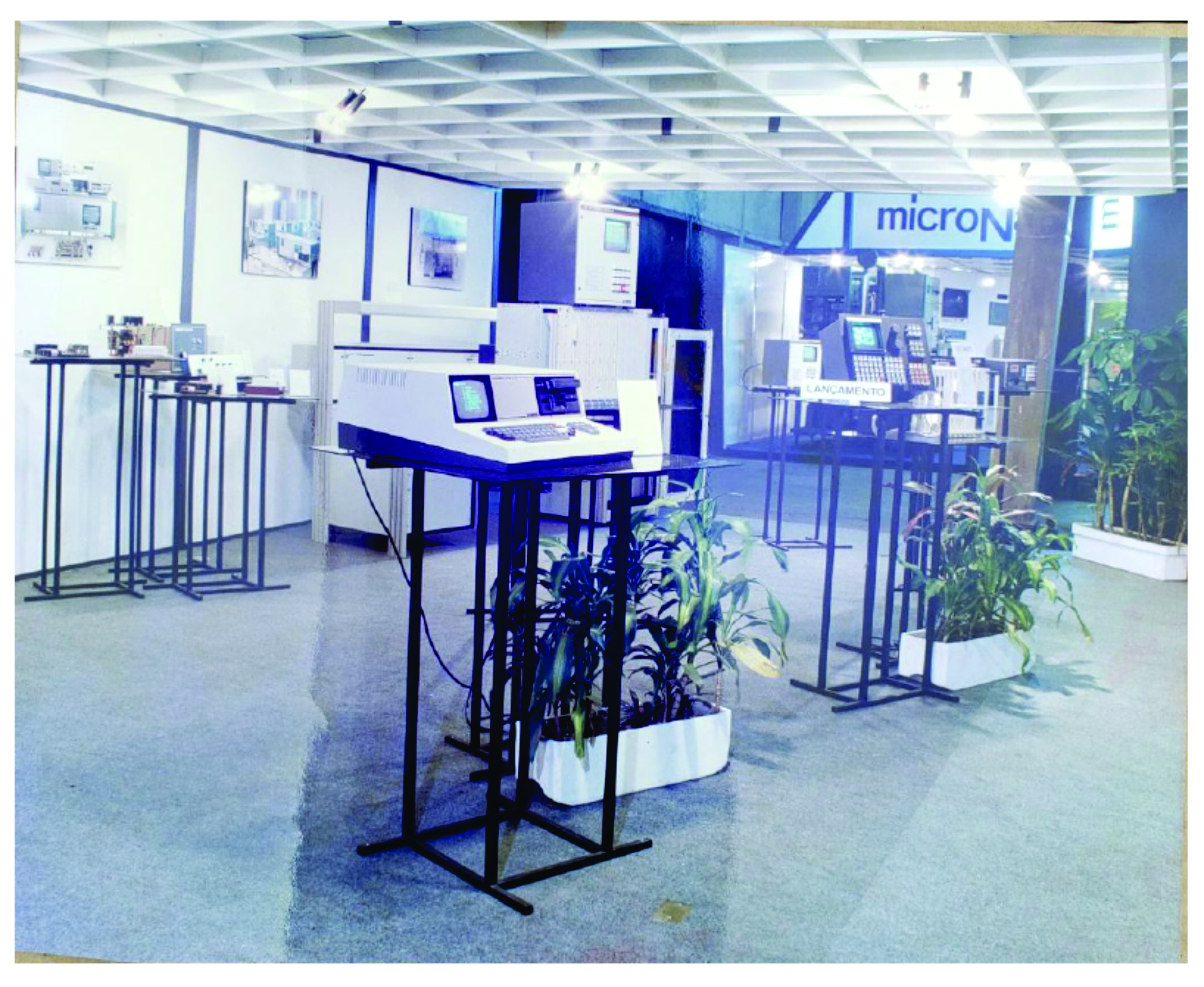
Estande Varix na Feira Internacional de Informática realizadano Parque do Anhembi, São Paulo, em 1984

## Histórico
O público-alvo inicial do VC50 era principalmente as empresas agropecuárias, usinas de açúcar e destilarias; o equipamento, dotado originariamente de unidade de disco flexível em seu robusto gabinete e teclado numérico à direita do mesmo, passou a ser usado como controlador de processos industriais e, ainda, nos cálculos financeiros e de produção envolvidos no trabalho agrícola. Para tanto, a Varixx, antiga Engetécnica/Varix se preocupou em desenvolver também pacotes de software que incluíam desde sistemas para controle laboratorial de teor de sacarose até a geração de lista de preços para fretes.
Apesar de pretender se estabelecer como computador profissional/semi-profissional, tentou também concorrer com microcomputadores domésticos, inclusive do mesmo padrão TRS-80 Color, como o CP400. No entanto, pelo fato de possuir até duas unidades de disquete em seu gabinete, o que encarecia o seu custo, não conseguiu grande sucesso entre os usuários domésticos; por outro lado, também não conseguiu se firmar perante os modelos profissionais pelo fato de existirem outros equipamentos de boa respeitabilidade no mercado, como o CP 500 e o Sistema 700, ambos da Prológica, bem como os da tradicional linha Apple II.